# Koos Kleij
Koos Kleij (Breda, 15 oktober 1914 - Eindhoven, 1 mei 2007) was een Nederlands voetballer die voor PSV uitkwam.  
Kleij speelde 18 jaar voor PSV, meestentijds in het tweede en derde elftal. Maar in de periode 1936-1944 en ook in het seizoen 1947-1948 kwam hij in totaal 11 keer uit voor het eerste elftal. Omdat hij de bal vaak erg lang bij zich hield, kreeg hij de bijnaam Koosje Pingel. Toen Kleij in 2007 op 92-jarige leeftijd overleed was hij de oudst nog in leven zijnde veteraan van de club.
Ook zijn jongere broer Janus Kleij (1916-1986) voetbalde bij PSV.